# Koszmosz–662
A Koszmosz–662 (DS-P1-I) (GRAU jel: 11F620) (oroszul: Космос 662) szovjet DSZ–P1–I típusú radarcél-műhold volt.

## Küldetés
1966-tól 1977-ig a radarállomások (felderítés, követés, pályaelemek meghatározása) beállítására használták. Polgári (űrhajózási, csillagászati) és katonai (légvédelmi – szárazföldi, tengeri) radarállomások (eszközök) mérési etalonjaként szolgált.

## Jellemzői
1974. június 26-án a Pleszeck űrrepülőtérről egy  Koszmosz–2M (63SZ1M) segítségével indították Föld körüli, közeli körpályára. Az orbitális egység pályája 95.5 perces, 71 fokos hajlásszögű, az elliptikus pálya perigeuma 282 kilométer, apogeuma 838 kilométer volt. Hasznos tömege 400 kilogramm. A sorozat felépítését, szerkezetét, alapvető fedélzeti rendszereit tekintve egységesített, szabványosított tudományos-kutató űreszköz. Formája henger, átmérője 1.2 méter, hossza 1.8 méter. Áramforrása kémiai, illetve a felületét burkoló napelemek energiahasznosításának kombinációja (akkumulátor, napelemes energiaellátás – földárnyékban puffer-akkumulátorokkal).
A Koszmosz–615 űreszköz programját folytatta, 1973-ban az egyetlen etalon, technikai műhold.
1975. március 17-én belépett a légkörbe és megsemmisült.